# Cârnecea
Cârnecea – wieś w Rumunii, w okręgu Caraș-Severin, w gminie Ticvaniu Mare. W 2011 roku liczyła 342 mieszkańców. 